# William John Thomas Mitchell
Pour les articles homonymes, voir William Mitchell et Mitchell.
William John Thomas Mitchell, né le 24 mars 1942 à Anaheim en Californie, est un professeur d’histoire de l'art et de littérature à l’Université de Chicago. Mitchell est un des initiateurs des visual studies aux États-Unis et théoricien du « pictorial turn ». Il codirige également la revue Critical Inquiry et contribue à la revue October. 

## Livres en anglais
- Cloning Terror: The War of Images, 9/11 to the Present. Chicago, IL: U of Chicago P, 2011.  (ISBN 9780226532592)
- With Mark B. N. Hansen. Critical Terms for Media Studies. Chicago, IL: U of Chicago P, 2010.  (ISBN 9780226532547)
- What do Pictures Want?: The Lives and Loves of Images. Chicago, IL: U of Chicago P, 2005.  (ISBN 9780226532455)
- The Last Dinosaur Book: The Life and Times of a Cultural Icon. Chicago, IL: U of Chicago P, 1998.  (ISBN 9780226532042)
- Picture Theory: Essays on Verbal and Visual Representation. Chicago: U of Chicago P, 1994.  (ISBN 9780226532325)
- Iconology: Image, Text, Ideology. Chicago: U of Chicago P, 1986.  (ISBN 9780226532295)
- Against Theory: Literary Studies and the New Pragmatism. Chicago: U of Chicago P, 1985. pbk.  (ISBN 9780226532271)
- The Politics of Interpretation. Chicago: U of Chicago P, 1983.  (ISBN 9780226532196)
- On Narrative. Chicago: U of Chicago P, 1981.  (ISBN 9780226532172)
- The Language of Images. Chicago: U of Chicago P, 1980.  (ISBN 9780226532158)
- Blake's Composite Art: A Study of the Illuminated Poetry. Princeton: Princeton UP, 1978.

## Livres en français
- Que veulent les images. Une critique de la culture visuelle, trad. fr. Maxime Boidy, Nicolas Cilins, Stéphane Roth, Presses du réel, 2014.
- Cloning Terror. La guerre des images du 11 septembre au présent, trad. fr. Maxime Boidy et Stéphane Roth, Les Prairies ordinaires, Paris, 2011.
- Iconologie. Image, texte, idéologie, trad. fr. Maxime Boidy et Stéphane Roth, Les Prairies ordinaires, Paris, 2009.

## Articles en français
- "Que veulent réellement les images ?", Penser l'image, sous la dir. d'Emmanuel Alloa, Les Presses du Réel, Dijon, 2010, p. 211-247.
- « Iconologie, culture visuelle et esthétique des médias », Perspective, 3 | 2009, 339-342 [mis en ligne le 14 juin 2013, consulté le 31 janvier 2022. URL : http://journals.openedition.org/perspective/1301 ; DOI : https://doi.org/10.4000/perspective.1301].
- "La plus-value des images", Études Littéraires 33/1 (2000-2001), p. 201-225.
- "From CNN to JFK", Trafic no. 7 (1993), p. 46-61.
- "Ut Pictura Theoria: Abstract Painting and the Repression of Language", Les Cahiers du Musée national d'art moderne, n° 33 (1990), p. 79-95.